# Neoguraleus sinclairi
Neoguraleus sinclairi är en snäckart som först beskrevs av Gillies 1882.  Neoguraleus sinclairi ingår i släktet Neoguraleus och familjen kägelsnäckor. Inga underarter finns listade i Catalogue of Life.